# Hinterschellenberg
Hinterschellenberg je část obce Schellenberg v Lichtenštejnsku. Asi 150 metrů od východního okraje obce prochází státní hranice s hraničním přechodem do Rakouska.

## Poloha

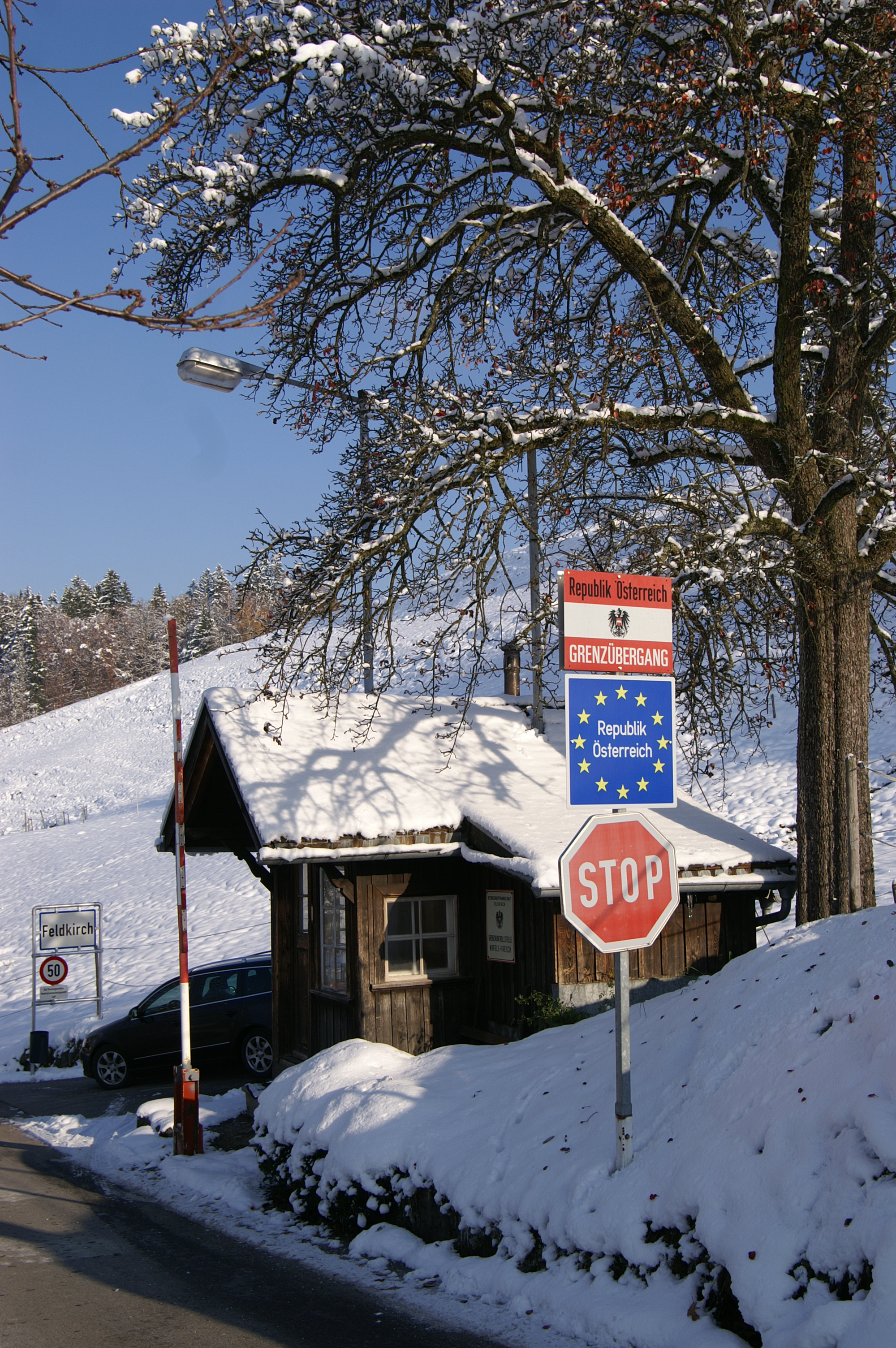
Hraniční přechod Nofels-Fresch / Hinterschellenberg

Ves je položena poblíž městečka Schellenberg, jen přibližně dva kilometry od jeho středu.

## Pamětihodnosti
Nejvýznamnější památkou v obce je Ruský památník.